# マヤ語族
マヤ語族（マヤごぞく）は、メソアメリカに分布する語族であり、アメリカ・インディアン諸語のうち、マヤ人によって過去および現在使われている一群の言語が属する。ユカタン半島を中心としたメキシコ南東部、ベリーズ、グアテマラ、ホンジュラス、エルサルバドルなどに広がり、この一帯をマヤ地域と称する。ただしワステカのみはマヤ地域から遠く離れたメキシコ湾岸地方に位置する。現代ではこの地域はスペイン語が公用語（ベリーズは英語）になっているが、今もマヤ諸語の話者は約300万人ある。
マヤ語族には30あまりの言語が属するが、うちチコムセルテコ語とチョルティ(Ch'olti)語は死語である。ほかにもUNESCOによって危機に瀕する言語とされている言語がいくつかある（イツァ語、モチョ語など）。1996年のグアテマラ内戦終結以降、グアテマラ政府は21のマヤ系言語を認めた（2003年にチャルチテコ語を加えて22になった）。メキシコの国立先住民言語研究所(INALI)は11の語族に及ぶ68の言語を認めているが、うち20言語がマヤ語族に属する。

## 他の語族との関係
他のさまざまな言語・語族とマヤ語族との系統的関連が提唱されたことがある。アラウコ語族、アメリンド大語族、アラワク語族、ウル・チパヤ語族、ホカ大語族、ホカ＝スー大語族、ワベ語、レンカ語、ミヘ・ソケ語族、パエス語族、ペヌーティ語族、タラスコ語、トトナカ語族、モチカ語などが候補としてあげられたことがあるが、今のところ偶然の一致や借用を越える充分な立証のされたものはない。

## 歴史
マヤ語族の諸言語の比較から、共通の祖先であるマヤ祖語が立てられる。テレンス・カウフマンとジョン・ジャステソンの『マヤ語語源辞典』(PMED)では、3,000を越える語源を再構築している。カウフマンによるとマヤ祖語は紀元前2200年以前の言語とされる。マヤ語族の原郷はグアテマラ高地北部にあったが、紀元前2200年ごろにワステコ語がまず分化した。また考古学的証拠によれば、紀元前800年以前にマヤ人は北部の低地へ拡散した。
スペイン人の到来以前、マヤ語族の周辺ではミヘ・ソケ語族、ナワ語群、オト・マンゲ語族のサポテク語、トトナカ語族、シンカ語、レンカ語などの言語が話されていた。これらの言語には名詞の所有構文、関係名詞の使用、二十進法、動詞が最後にこない語順という共通の特徴や、言語間の翻訳借用が広く見られ、メソアメリカ言語圏をなすとされる。またミヘ・ソケ語族やナワ語群にマヤ語族の言語が影響を受けたことが指摘されている。
古典期（250-900年頃）のマヤ文明ではマヤ文字を石に刻んだり、壁画や土器に書いたりした。この文字で表される言語を古典マヤ語と称する。10世紀までに古代マヤの大部分の都市は放棄されたが、その後の後古典期でもマヤ文字と古典マヤ語は使われ続けた。現在マヤ文字で書かれた後古典期の絵文書が4種類残されている。
スペイン人による植民地化以降、マヤ語には大量のスペイン語からの借用語が加わった。ケクチ語の語彙の1割（ほとんどは名詞）がスペイン語からの借用語とする研究がある。語彙以外の借用も見られるが、スペイン人による長年の圧制の割にはその影響は大きくない。

## 一覧
言語の分類はSILによる。
- ワステコ語派
  - ワステコ語（Huasteco）

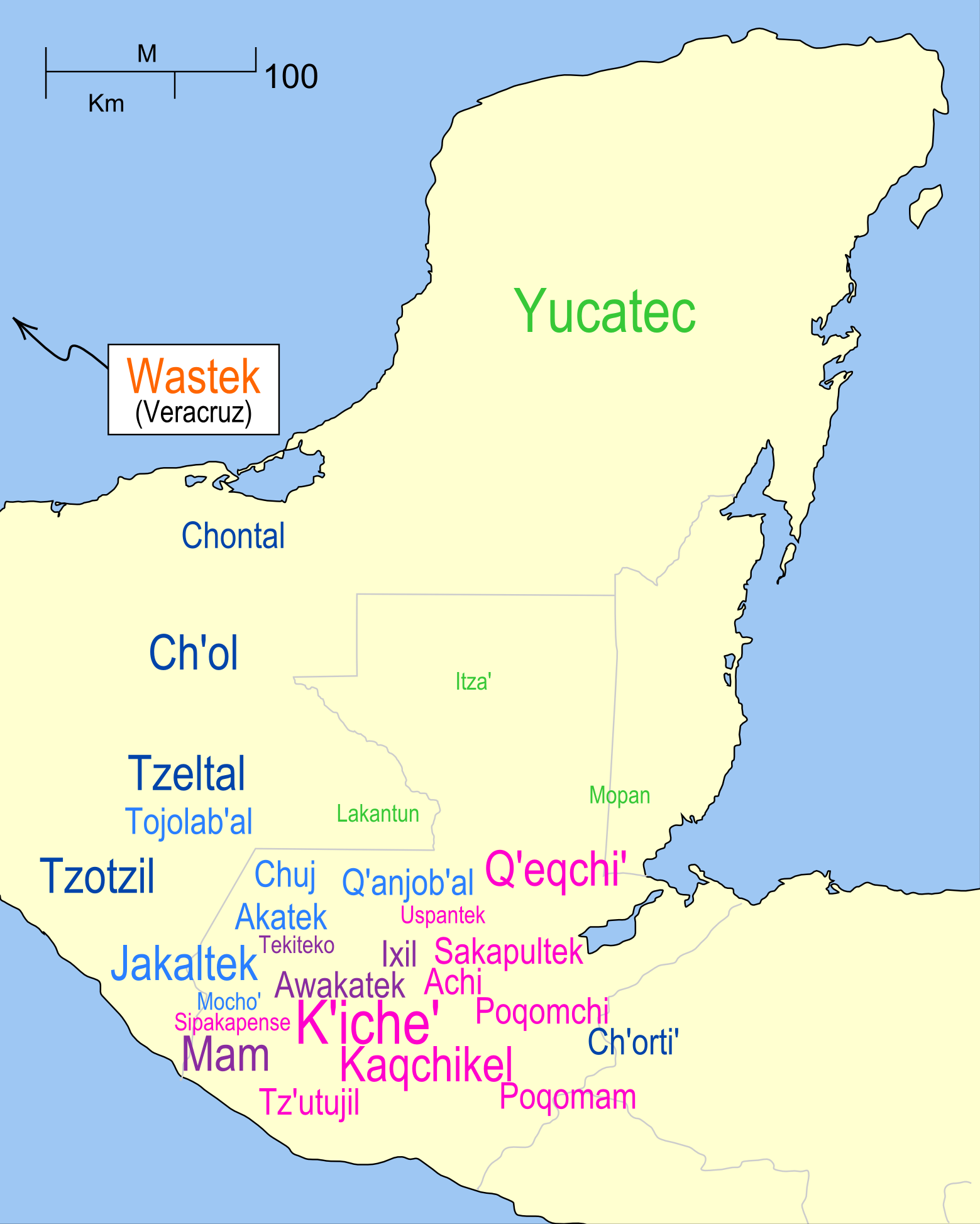
話者数を言語名の大きさで表したマヤ語の地理的分布。
最大文字（50万人以上）、大文字（10～50万）、中文字（1～10万）、小文字（1万人未満）

  - チコムセルテコ語（Chicomucelteco）- 消滅。カビル語とも。
- ユカテコ語派
  - イツァ語（Itzaj）
  - ラカンドン語（Lacandón）
  - モパン語（Mopan）
  - ユカテコ語（Yucateco）（マヤ語）
- チョル・ツェルタル語派（大ツェルタル語群とも）
  - チョル語群
    - チョル語（Ch'ol）
    - チョンタル語（Chontal）- ヨコタン語とも。
    - チョルティ語（Ch'orti'）
    - チョルティ語（Ch'olti'）- 消滅

  - ツェルタル語群
    - ツォツィル語（Tzotzil）
    - ツェルタル語（Tzeltal）
- カンホバル・チュフ語派（大カンホバル語群とも）
  - チュフ語群
    - チュフ語（Chuj）
    - トホラバル語（Tojolab'al）

  - カンホバル語群
    - ハカルテコ語（Jacalteko）- ポプティ語とも。
    - カンホバル語（Q'anjob'al）
    - アカテコ語（Akateko）
    - モチョ語（Mocho'）- トゥサンテコ方言を別の言語とすることがある[11]。
- キチェ・マム語派
  - マム・イシル語群（大マム語群とも）
    - イシル語群
      - アワカテコ語（Awakateko）- 2003年にチャルチテコ語が独立した言語として認められたが、言語学的には通常アワカテコ語の方言と見なされる[11]。
      - イシル語（Ixil）

    - マム語群
      - マム語（Mam）
      - テクティテコ語（Tektiteko）- テコ語とも。

  - 大キチェ語群
    - ケクチ語（Q'eqchi'）
    - ポコム語群
      - ポコムチ語（Poqomchi'）
      - ポコマム語（Poqomam）

    - キチェ語群
      - キチェ・アチ語
        - キチェ語（K'iche'）
        - アチ語（Achi）- キチェ語の方言と見なされることが多い[11]。

      - カクチケル語（Kaqchikel）
      - ツトゥヒル語（Tz'utujil）

    - サカプルテコ語（Sakapulteko）
    - シパカペンセ語（Sipakapense）
    - ウスパンテコ語（Uspanteko）

## 系統的分類
以下の図は、テレンス・カウフマンによる言語年代学的な研究にもとづいたマヤ語族の分岐とその年代である。
マヤ語族がワステコ、ユカテコ、チョル・ツェルタル、カンホバル・チュフ、キチェ・マムの5つの語群に分かれることについては学者の意見が一致している。ただしトホラバル語はツェルタル語群に含まれるとする説とチュフ語に近いとする説が対立している。
5つの語群の関係については必ずしも学者の見解が一致しない。一般にワステコが最初に分岐し、ついでユカテコが分かれたと考えられる。一部の学者はワステコを低地マヤ（ユカテコ、チョル・ツェルタル）に近いとするが、ライル・キャンベルらはワステコと両者の類似を独立した発展あるいは分裂後の借用によるものとする。ワステコ語はほかの言語と語彙・文法の両者にわたって非常に違いが大きい。
ワステコ語群を除く4つの語群のうち、ユカテコ、チョル・ツェルタルを低地マヤ、カンホバル・チュフ、キチェ・マムを高地マヤとすることがよく行われる。低地マヤでは口蓋垂音 q qʼ が k kʼ に変化し、人称接辞の語順が高地マヤと異なるなどの共通性があるが、キャンベルらはこれを低地マヤ言語圏内における借用の結果とする。
一方、テレンス・カウフマンはチョル・ツェルタル語群とカンホバル・チュフ語群が同じ祖先から分かれたと考え、キチェ・マム語群を東部マヤ語群とするのに対して西部マヤ語群と呼んだが、このことは十分には立証されていない。

### ユカテコ語群
ユカテコ語群は4つの言語からなる。ユカテコ語（メキシコでは単にマヤ語と呼ばれる）はユカタン半島で約90万人が用いている。スペイン統治時代から文献も多く、この地域ではスペイン系でありながらこれを第一言語としている人もいる。そのほか、おもにベリーズで使われているモパン語、グアテマラ・ペテン県のイツァ語（絶滅に瀕している）、メキシコ・チアパス州の一部のラカンドン語がある。

### チョル・ツェルタル語群
チョル語は広い範囲で使われていたが、今日ではチアパス州とグアテマラの一部に残るのみである。これに近いチョンタル語はタバスコ州で用いられる。また近いものにホンジュラス・グアテマラ・エルサルバドル国境付近のチョルティ語（Ch'orti'）があるが、絶滅に瀕している。これらの言語は古典期中央低地の碑文に見られるものに近い。
チョル語群に最も近いのはツェルタル語群で、ツォツィル語とツェルタル語をチアパス州でそれぞれ20万人程度が話している。ツォツィル語とツェルタル話者はそれしか話せない人が多い。

### カンホバル・チュフ語群
トホラバル語はチアパス州北東部で3万6千人ほどが使っている。
カンホバル語はグアテマラ・ウェウェテナンゴ県で約10万人（2001年）、またアメリカ合衆国に移住した人々が話している。
チュフ語はチアパス州の一部で9500人が話しているが、大部分はグアテマラからの難民である。グアテマラではウェウェテナンゴ県で約4万人が話している。ハカルテコ語（ポプティ語ともいう）はウェウェテナンゴ県の一部で使われている。
アカテコ語はウェウェテナンゴ県の一部で使われている。
アワカテコ語はウェウェテナンゴ県のアグアカタン中央部で2万人ほどが話している。またアメリカ合衆国オハイオ州タスカラワス郡に住むグアテマラ移民の一部も使っている。

### キチェ・マム語群
キチェ・マム語群の諸言語はグアテマラ高地で使われている。
グアテマラ高地で最も話者の多いマヤ語であるキチェ語の話者数は92万人（2001年）。マヤ神話として有名な『ポポル・ヴフ』も古風なキチェ語（古典キチェ語）で書かれている。キチェ語はチチカステナンゴ、ケツァルテナンゴの2つの町とクチュマタン山地を中心に使われている。キチェ文化はスペイン征服時に最盛期にあった。
ケクチ語はグアテマラではキチェ語についで多い約80万人の人口を持つ。本来アルタ・ベラパス県の一部に住んでいたが、19世紀以降に居住地域を拡大し、アルタ・ベラパス県全体、バハ・ベラパス県の一部、キチェ県や低地のペテン県、イサバル県、およびベリーズにまで広がった。グアテマラのマヤ諸言語のうちで話される面積は最大である。
カクチケル語はキチェ語地域の南で話される。話者人口は48万人（2001年）。かつてスペインと協力してグアテマラを統治したカクチケル族の言語であり、グアテマラの歴代の首都であるイシムチェ、シウダー・ビエハ、アンティグア・グアテマラ、グアテマラシティなどで話されている。『カクチケル年代記』は古典カクチケル語で書かれている。
マム語はキチェ語地域の西、サン・マルコス県、ケツァルテナンゴ県、ウェウェテナンゴ県に分布し、隣接するメキシコのチアパス州でも話される。グアテマラではキチェ語とケクチ語についで話者人口が多く、約52万人（2001年）。
ツトゥヒル語は約4万7千人（2001年）がアティトラン湖付近で話されている。
ウスパンテコ語はエル・キチェ県のウスパンタン地方固有の言語であるが、特にノーベル平和賞を受賞したリゴベルタ・メンチュウの母語として知られる。
アチ語はメキシコ・バハ・ベラパス県の一部で使われている。かつてキチェ語の方言とみなされていたが、SILの『エスノローグ』（2005年、Raymond G. Gordon, Jr.編）で別の言語とされ、グアテマラも公式に別の言語として認めている。しかし現在も言語学者の多くはキチェ語の方言と見なしている。
キチェ語とアチ語に近い他の2つの言語に、シパカペンセ語（サン・マルコス県シパカパ）、サカプルテコ語（キチェ県サカプラスの一部）があるが、いずれも使われる範囲がごく狭い。
ポコム語群のポコムチ語はアルタ・ベラパス県南部と、隣接するバハ・ベラパス県のプルラで使われている。近い関係にあるポコマム語の話される地域はグアテマラ東部に散在し、かつてはエルサルバドルでも話されていた。

### ワステコ語群
ワステコ語はメキシコのベラクルス州とサン・ルイス・ポトシ州で11万人ほど（1990）が話している。早い時期に南部諸語から分れたとされ、現在はマヤ語族で最もかけ離れた言語である。
メキシコのチアパス州のグアテマラ国境近くで話されていたチコムセルテコ語はワステコ語に近い言語であるが、1982年までに絶滅した。明らかに近い関係にある言語がこれほど離れた場所に存在していた理由は現在も謎として残っている。

## 音韻組織
マヤ祖語には以下の音があったと考えられている。
母音には a, e, i, o, u の5つがあり、短母音(V)、長母音(Vː)の対立があった。
現代でも一部の言語は長母音と短母音を区別する。チョル語、ラカンドン語などは6母音の組織を持つ。ユカテコ語やウスパンテコ語など一部の言語には声調が発達している。
マヤ祖語の子音は次の通りである。
|        | 両唇音 | 両唇音 | 歯茎音       | 歯茎音       | 硬口蓋音 | 硬口蓋音  | 軟口蓋音 | 軟口蓋音 | 口蓋垂音 | 口蓋垂音 | 声門音 |  |
| ------ | ------ | ------ | ------------ | ------------ | -------- | --------- | -------- | -------- | -------- | -------- | ------ |  |
|        | 普通   | 入破音 | 普通         | 放出音       | 普通     | 放出音    | 普通     | 放出音   | 普通     | 放出音   | 普通   |  |
| 閉鎖音 | p [p]  | b' [ɓ] | t [t]        | t' [t']      | ty [tʲ]  | ty' [tʲ'] | k [k]    | k' [k']  | q [q]    | q' [q']  | ' [ʔ]  |  |
| 破擦音 |        |        | tz [ts]      | tz' [ts’]    | ch [tʃ]  | ch' [tʃ’] |          |          |          |          |        |  |
| 摩擦音 |        |        | s [s]        | s [s]        | x [ʃ]    | x [ʃ]     | j [x]    | j [x]    |          |          | h [h]  |  |
| 鼻音   | m [m]  | m [m]  | n [n]        | n [n]        |          |           | nh [ŋ]   | nh [ŋ]   |          |          |        |  |
| 流音   |        |        | l [l]/ r [r] | l [l]/ r [r] |          |           |          |          |          |          |        |  |
| 半母音 |        |        |              |              | y [j]    | y [j]     | w [w]    | w [w]    |          |          |        |  |

マヤ語族の特徴として破裂音・破擦音・摩擦音が基本的に無声音のみであり、その一方で破裂音・破擦音には通常の子音と喉頭化子音（放出音）の対立があることがあげられる。唯一の有声音として入破音の bʼ [ɓ]がある。チョル・ツェルタル語群とユカテコ語群、およびポコマム語・ポコムチ語では両唇音に pʼ が加わって p pʼ bʼ の3項対立になっている。
マヤ祖語の *ty, *tyʼ は現存するマヤ諸言語における歯茎音および後部歯茎音の対応関係を説明するために立てられたもので、どのような音だったかは明らかでない。マム語群ではマヤ祖語の*ch, *chʼ がそり舌音に変化し、*tがchに、*rがtに推移した。ワステコ語では歯間摩擦音/θ/や、円唇化した軟口蓋音/kʷ kʷʼ/が発達している。
声門音/ʔ h/は通常の子音として使われるほかに、母音の特徴としてふるまうこともある。マヤ語の語根は典型的にはCVC型の単音節からなるが、カウフマンによると音節の形には CVC, CVːC, CVʔC, CVhC, CVSC（Sは摩擦音/s ʃ x/）があった。

## 文法
マヤ語族は膠着語であり、豊富な接辞によって主語と目的語の人称と数、相、動詞の種類（自動詞/他動詞、独立/依存）、その他の機能が表される。屈折接辞には接頭辞と接尾辞があり、派生接辞はすべて接尾辞である。声門音/ʔ h/は接中辞として使われることがある。いくつかの言語では語源的に動詞に由来する動作の方向を表す接辞(directional)が加えられることがある。
マヤ語族の形態素の大部分は単音節である。とくに動詞語根は主にCVCの形を持ち、他動詞と位置動詞の語根はすべてCVCである。語幹は語根そのままか、語根に派生接辞を加えることによって作られる。語幹にはさらに屈折接辞が加えられる。
マヤ語族は主要部標示(head-marking)言語である。たとえば日本語では所有構文「男の犬」において、従属部である「男の」の方に格標示「の」が加えられるが、キチェ語u-tzʼiʼ le achij「その男の犬」では、主要部であるtzʼiʼ「犬」の方に三人称単数（A型）の接頭辞u-がつく。従属部の名詞はその後ろに置かれる。直訳すると「彼の-犬 その男」となる。ただし単音節の形容詞が名詞を修飾する場合のみ従属語に接尾辞が加えられる。
場所を表す人体語に由来する語（日本語でいえば「入口」「出口」「川口」の「口」のようなもの）が多くあり、これを関係名詞と称する。マヤ語族の前置詞は種類が少ないが、関係名詞にA型の人称接辞を加えることで位置関係を表すことができる。例えば カクチケル語のchi rupam「中」は「口-腹」という意味、ツォツィル語のtiʼ na「扉」は「家-口」の意味、古典キチェ語のu-wach ulew「地面に」は「その顔-大地」の意味である。
マヤ語族は典型的な能格言語である。動詞につく人称接辞にはA型とB型の2種類があるが、前者が能格、後者が絶対格を表す。多くの言語では分裂能格の現象が見られる。低地マヤおよび低地と接触のあった言語においては相によって分裂し、不完全相では自動詞の主語がA型の人称接辞を取る。マム語群とカンホバル語群では従属節において分裂する。ポコム語群以外のキチェ語群とツェルタル語群においては分裂能格性は見られない。なお動詞以外ではA型の人称接辞が所有表現に使われ、B型の人称接辞が非動詞述語文の主語を表すために使用される。
マヤ語族は接辞によって不完全相と完全相の別を標示するが、時制は存在せず、時間は副詞によって表現される。
マヤ語族は態が発達しており、1つかそれ以上の逆受動態と、通常複数の受動態がある。言語によっては使役態を持つ。
位置動詞(positional)と呼ばれる自動詞に似た一群の語が発達しており、どのような所にどのように位置しているかを表す。位置動詞には言語によって特定の接尾辞が加えられる。位置動詞は相の接辞を加えることができない点で通常の動詞と異なり、また言語によってはそのまま形容詞のように名詞を修飾できる。
マヤ語族の多くの言語には数分類詞（助数詞）があり、数詞-数分類詞-名詞の構文が使用される。たとえばツォツィル語でkotは動物を数える数分類詞で、ox-kot tzʼiʼで「3-匹 犬」を意味する。数分類詞は形状を示すことが多く、位置動詞に接中辞のhを加えることで作られる。ただしマム語やワステコ語は数分類詞を持たず、数詞が直接名詞を修飾する。
マヤ語族には感情語(affectまたはexpressive)と呼ばれる語根があり、音を象徴的に表す。日本語の擬態語に近い。
マヤ語族は主要部先導型(head-initial)言語である。後置詞ではなく前置詞を持ち、所有表現では所有者が被所有者に後置される。
語順は言語によって異なる。VOS型が多いが、VSO型（マム語など）、SVO型（チョルティ語など）もある。柔軟にVOSとVSOの両方の構文をもつ言語もある。古典マヤ語はVOS型だった。マヤ祖語の語順は、主語が目的語より有生性が高い場合にはVOS型、そうでない場合にはVSO型を取ったと推定されている。実際には文頭に主題、動詞の前には焦点が置かれ得る。

## 文字
マヤ地域ではサン・バルトロから紀元前300年ごろの壁画にすでに文字が記されている。確実な年代のわかるマヤ文字の資料は292年の紀年のあるティカル石碑29であり、スペイン人によって征服された16世紀まで使用された。マヤ文字の解読には長い時間を要したが、1950年代にユーリー・クノロゾフによって表語文字と音節文字の組み合わせであることが明らかにされ、1980年代以降に急速に解読が進んだ。マヤ文字で表されている言語を古典マヤ語と称し、チョル語群、とくに東部のチョルティ語に近いとされる。興味深いことに、現在のユカテコ語地域であるユカタン半島北部で書かれたものも同じ言語で書かれている。
スペイン人による植民地支配以降、宣教師によるラテン文字を使った表記が発達した。『ポポル・ヴフ』、『カクチケル年代記』、『チラム・バラムの書』などの文献はいずれもラテン文字で記されている。ラテン文字による表記にはさまざまな方式があり、たとえばユカタン半島の宣教師は軟口蓋破裂音 k kʼ を c k で書き分け、歯茎破擦音の放出音 tzʼ を ts または dz と書いた。グアテマラ・マヤ言語アカデミー(ALMG)によって1987年にマヤ語族のすべての言語で共通の正書法が定められた。ただし方言固有の音の表記法までは定められていない。メキシコでは国立先住民言語研究所(INALI)のつづりが使用される。